# Pothyne lineolata
Pothyne lineolata là một loài bọ cánh cứng trong họ Cerambycidae.